# Michael Foale

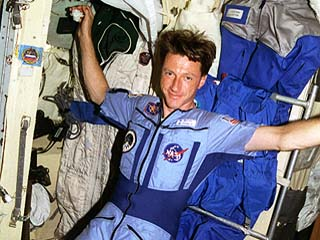
Foale aan boord van de Mir

Colin Michael Foale (Louth (Lincolnshire), 6 januari 1957) is een Brits astronaut met een dubbele nationaliteit (Brits en Amerikaans); hij heeft vier space shuttle-missies gevlogen en verbleef gedurende langere tijd in het ruimtestation Mir en het Internationaal ruimtestation ISS. Hij is de Amerikaan die de meeste tijd in de ruimte heeft doorgebracht: 374 dagen, 11 uur en 19 minuten.
Foale is geboren in Louth, Engeland en opgegroeid in Cambridge. Hij genoot onderwijs aan The King's School te Canterbury, Queens' College en de Universiteit van Cambridge, waar hij een doctoraat in de laboratoriale astrofysica ontving in 1982.
Hij werd aangenomen bij de NASA in 1983 en werd als kandidaat-astronaut geselecteerd in 1987. Hij vloog met spaceshuttle-missies STS-45 (1992), STS-56 (1993) en STS-63 (1995). In deze laatste missie voerde hij een 4 uur durende ruimtewandeling uit. Hij werd daarna geselecteerd voor een langdurige missie aan boord van het Russische ruimtestation Mir . Gedurende het vier maanden durende verblijf werd Mir in 1997 geraakt door een Progress bevoorradingsruimtevaartuig. Foale voerde hierna een 6 uur durende ruimtewandeling uit om de schade aan de buitenkant te onderzoeken.
In 1999 was Foale lid van de space-shuttlemissie STS-103, waarin hij een 8 uur durende ruimtewandeling uitvoerde om onderdelen van de Hubble ruimtetelescoop te vervangen.
In 2003 was Foale commandant van de achtste missie naar het Internationaal ruimtestation ISS. Hij vloog toen samen met kosmonaut Aleksandr Kaleri. Zijn 6 maanden lange verblijf eindigde op 29 april 2004.